# 長浜博之
長浜 博之（ながはま ひろゆき、1946年9月19日 - ）は、日本の調教師。調教師引退まで日本中央競馬会栗東トレーニングセンターに所属していた。中京商業高等学校（現在の中京大学附属中京高等学校）、中京大学卒業。父は調教師の長浜彦三郎。戸籍上は長濱博之。

## 略歴
騎手であった父・彦三郎が中京競馬場所属厩舎に移籍したため、幼少時に同競馬場がある愛知県豊明市に移住。博之は子供の頃から運動好きで、中学時代の担任の勧めで中京商業に進学し、当初は陸上部に所属。しかし同じグランドで練習していたラグビー部の様子を見て「ボールを持って走るほうが面白そう」との理由でラグビー部に転部した。そのまま大学もラグビーやりたさに中京大学に進学する（ラグビー部の特待生だった）。
1969年に大学を卒業し、本人曰く「ラグビーばっかりやってて就職先がなかった」ため、父の長浜彦三郎厩舎で厩務員となり、同年中に調教助手となる。その後父が65歳のときに肝臓がんに倒れたため本気で調教師として父の後を継ぐことを意識するようになり、1988年に調教師免許を取得し、8月に厩舎を開業。初出走は同年8月20日小倉競馬第3競走のタニノカーカネットで5着。初勝利は同年9月17日阪神競馬第5競走のタニノカーカネットで、延べ14頭目であった。
1989年のきさらぎ賞をナイスナイスナイスで制して重賞競走初勝利、翌1990年にアグネスフローラで桜花賞を制してG1競走初勝利を挙げた。
長浜厩舎にとってアグネスレディー（1979年オークス馬）の血統は父であった長浜彦三郎から受け継いだゆかりの血統であった。レディーの娘であったアグネスフローラは桜花賞馬となり、その息子のアグネスフライトは2000年の日本ダービー、アグネスタキオンは2001年の皐月賞を制しており、三代に渡ってのクラシック制覇また兄弟クラシック制覇となった。
当時、長浜厩舎の主戦騎手だった河内洋（現調教師）はレディー、フローラ、フライト、タキオン全てに騎乗しており、河内にとっても思い入れのある血統でもあった。アグネスタキオンは種牡馬としても2009年に亡くなるまでにロジック、ダイワスカーレット、キャプテントゥーレ、ディープスカイ、リトルアマポーラ、レーヴディソールと6頭のG1馬を輩出し、ダイワスカーレットが2007年の桜花賞を制したことで四代に渡ってのクラシック制覇を達成した。
2010年、ビッグウィークで菊花賞を制し、クラシック三冠を達成した。
2017年2月28日付けで定年の為、調教師を引退した。
上記のように元々高校・大学と体育会育ちということもあって、上下関係や礼儀には厳しいと自ら語っている。厩舎コメントを曲解した記事を載せたマスメディアに対し抗議・取材拒否を行うことも少なくないという。

## 調教師成績
|            | 日付           | 競馬場・開催  | 競走名     | 馬名               | 頭数 | 人気 | 着順 |
| ---------- | -------------- | ------------- | ---------- | ------------------ | ---- | ---- | ---- |
| 初出走     | 1988年8月20日  | 3回小倉3日3R  | 3歳未勝利  | タニノカーカネット | 15頭 | 6    | 5着  |
| 初勝利     | 1988年9月17日  | 4回阪神3日5R  | 3歳未勝利  | タニノカーカネット | 14頭 | 3    | 1着  |
| 重賞初出走 | 1988年9月18日  | 4回阪神4日11R | 朝日CC     | キングシリユース   | 14頭 | 10   | 13着 |
| 重賞初勝利 | 1989年2月12日  | 2回京都6日11R | きさらぎ賞 | ナイスナイスナイス | 9頭  | 1    | 1着  |
| GI初出走   | 1988年12月18日 | 5回阪神6日11R | 阪神3歳S   | ナイスナイスナイス | 7頭  | 3    | 3着  |
| GI初勝利   | 1990年4月8日   | 3回阪神6日11R | 桜花賞     | アグネスフローラ   | 18頭 | 1    | 1着  |

## 主な管理馬
GI競走優勝馬
太字はGI競走を示す。
- アグネスフローラ（1990年桜花賞）
- ファビラスラフイン（1996年秋華賞、ニュージーランドトロフィ4歳ステークス）
- アグネスフライト（2000年東京優駿、京都新聞杯）
- アグネスタキオン（2001年皐月賞、弥生賞、2000年ラジオたんぱ杯3歳ステークス）
- ファイングレイン（2008年高松宮記念、シルクロードステークス）
- リトルアマポーラ（2008年エリザベス女王杯、クイーンカップ、2009年愛知杯）
- ビッグウィーク（2010年菊花賞）

その他重賞優勝馬
- ナイスナイスナイス（1989年きさらぎ賞、1990年京都記念）
- スターバレリーナ（1993年ローズステークス）
- アグネスパレード（1994年チューリップ賞）
- スターマン（1994年神戸新聞杯、京都新聞杯、鳴尾記念）
- ミッドナイトベット（1998年京都金杯、京都記念、香港国際カップ、1999年金鯱賞）
- ロングカイウン（2000年七夕賞）
- アグネスゴールド（2001年若駒ステークス、きさらぎ賞、スプリングステークス）
- グランパドドゥ（2001年中日新聞杯）
- アンドゥオール（2004年マーチステークス、東海ステークス）
- シックスセンス（2006年京都記念）
- アイアムカミノマゴ（2010年阪神牝馬ステークス）
- ゲシュタルト（2010年京都新聞杯）
- アイアムアクトレス（2011年ユニコーンステークス）

### 表彰歴
- 1990年 優秀調教師賞(関西)